# Färlövs församling
Färlövs församling var en församling i Lunds stift och i Kristianstads kommun. Församlingen uppgick 2003 i Araslövs församling.

## Administrativ historik
Församlingen har medeltida ursprung. 1638 införlivades Araslövs församling.  
Församlingen var till 2003 moderförsamling i pastoratet Färlöv och (Norra) Strö som till senast 1707 även omfattade Araslövs församling och från 1962 Önnestads församling. Församlingen uppgick 2003 i Araslövs församling.

## Kyrkor
- Färlövs kyrka